# 塩崎智弘
塩崎 智弘（しおざき ともひろ、1988年10月15日 - ）は、日本の声優、舞台俳優。神奈川県出身。劇団湘南テアトロ☆デラルテ、フクダ&Co.にそれぞれ所属。

## 略歴
法政大学社会学部社会学科卒業。
2013年に湘南アクターズスクールへ入所し、2017年より劇団湘南テアトロ☆デラルテに劇団員として所属。2020年6月1日よりフクダ&Co.に所属。

## 人物
特技としてアーチェリーを挙げている。漢字検定2級を持つ。

## 出演
太字はメインキャラクター。

### テレビアニメ
2018年
- 悪偶 -天才人形-（門番、手下A）

2019年
- コップクラフト（ロドリゴ、黒服、巡査A、サンデル）

2020年
- ジビエート（男、兵）
- ムヒョとロージーの魔法律相談事務所（総髪男）
- 遊☆戯☆王SEVENS（八木ニック）

2022年
- 遊☆戯☆王ゴーラッシュ!!（2022年 - 2025年、八木さん / 八木トーリ）
- シュート!Goal to the Future（成宮・アキレス・バルテリンク）
- 魔入りました!入間くん（ソラス・ボボ）

2023年
- 異世界召喚は二度目です（男獣人、獣人兵、魔族神官、王国兵）

2024年
- 休日のわるものさん（原田さん）

2025年
- 妃教育から逃げたい私（食料品店店主、従者）

### Webアニメ
- 虫籠のカガステル（2020年、ハディ[15]）

### 吹き替え

#### 映画
- バビロン（2022年）
- ザ・ディープ・ハウス（2023年、男1）

#### ドラマ
2020年
- イーブルアイ（医者 他）
- BULL / ブル4　法廷を操る男 #10

2021年
- DEBRIS/デブリ #12（ジマー）
- アストリッドとラファエル 文書係の事件録 #2

2022年
- Face to Face2-尋問- #6（警官）
- 再婚ゲーム（チェ・ソンジェ）
- The Chosen -選ばれし者- シーズン1 #7（ヨシュア）
- 社内お見合い #3（キム・ミンソク）

2023年
- シカゴ・メッド シーズン5 #2（スティーブ）

2024年
- お騒がせ探偵!スペンサー・シスターズ #6（バーナード）
- ラ・メゾン（ロビンソン〈アントワーヌ・レナルツ〉）
- マッドネス

#### アニメ
- スター・ウォーズ: テイルズ・オブ・ジェダイ（2022年、村人）

#### その他
- 地球ドラマチック
  - クリスマスを“飾る”〜イギリス 職人たちの舞台裏〜（2022年）
  - カモノハシとわたし（2024年）
- Qアノンの正体 / Q: INTO THE STORM #1，6
- ナルコス: 麻薬戦争 #6
- 工場ケンガク!～たべものが出来るまで
- マーベル616 #7（アンドリュー）
- 風味巡礼2～中国から世界を味わう～ #1

### 舞台
- 湘南テアトロ☆デラルテ SHONAN TEATRO DELL'ARTE VOL.85. Main Stage VOL.18「しゃ・ら・ら〜翠川家の四姉妹〜」（2014年10月27日 - 11月2日、アトリエ湘南）[16] - 慎司 役
- 湘南テアトロ☆デラルテ Vol.19「ペグテン〜それでも人生は続いていく〜」（2015年11月3日・5日 - 8日、アトリエ湘南）[17] - 目杉剛 役
- 湘南テアトロ☆デラルテ Vol.103 Main Stage vol.20「いつでもマリハナ」（2016年10月31日 - 11月6日、アトリエ湘南）[18] - 鮫島健一 役
- 湘南テアトロ☆デラルテ Vol.113「ハッピーランスルー」（2017年11月13日 - 19日、アトリエ湘南）[19] - 平井一平 役
- 湘南テアトロ☆デラルテ Vol.22（2019年2月23日・24日、アトリエ湘南） - 牧村晋介 役
- 湘南テアトロ☆デラルテ Vol.130 「待った！ゴーゴーゴー！」（2019年10月28日 - 11月3日、アトリエ湘南）[20] - 福山哲治 役

### 朗読
- 湘南テアトロ☆デラルテ 「聖夜のおくりもの クリスマスドラマリーディング」（2014年 - 2018年、アトリエ湘南）
- 宮沢賢治作品朗読「プラネタリウム朗読 賢治とトシ子」（2016年8月19日、平塚市博物館）